# Bubbler
Ein Bubbler bzw. Bubbler-System, manchmal auch als Dampfdrucksättiger bezeichnet, ist ein Bestandteil einer Anlage zur metallorganischen chemischen Gasphasenabscheidung (MOCVD) und Atomlagenabscheidung (ALD). Sein Zweck ist es dabei, die als Ausgangsstoffe (Prekursoren) verwendeten metallorganischen Verbindungen in einen gesättigten Dampf zu überführen und diesen mithilfe von eingeleiteten Gasbläschen eines inerten Trägergases (Argon, Stickstoff oder auch Wasserstoff) durch Mitnahme kontrolliert in die Reaktionskammer zu leiten.

## Aufbau
Der Behälter des Bubblers entspricht nach seinem Aufbau einer Gaswaschflasche und dient der geschützten Lagerung des Metallorganikum unter Abschluss von Luft (Sauerstoff, Feuchtigkeit). Der Bubbler besitzt meistens ein Zuleitungsrohr und ein Entnahmerohr. Das Zuleitungsrohr endet unten kurz vor dem Boden. In dieses Rohr wird ein Inertgas eingeleitet, und blubbert durch die flüssige Chemikalie. Bei einer festen Chemikalie sublimiert diese. Durch das Entnahmerohr verlässt den Bubbler das Gemisch von kontrolliert eingeleitetem Inertgas und der verdampfenden Chemikalie in ein nachgeschaltetes Reaktionsgefäß. Die Temperatur wird über einen Thermostaten kontrolliert, so dass ein definierter, konstanter Dampfdruck erreicht werden kann. Die Zufuhr der meistens teuren und empfindlichen Chemikalie wird durch den geregelten Durchfluss des Inertgases und der Temperatur des Bubblers, aus der sich der Dampfdruck der Chemikalie ergibt, gesteuert.
Die Rohrleitung zwischen dem Bubbler und dem Reaktionsgefäß muss eine höhere Temperatur haben als der Bubbler, ansonsten kondensiert der Prekursor in der Rohrleitung und wird somit unkontrolliert als Tropfen in das Reaktionsgefäß eingeleitet. Passiert dies mit einem festen Prekursor, so kann die Leitung verstopfen. Ein Nachteil dieser Methoden der Prekursorzuführung ist es, dass der Prekursor durch die Erhitzung degradieren kann.